# Wisma 46
Wisma 46 é um dos arranha-céus mais altos do mundo, com 261.9 metros. Edificado na cidade de Jacarta, Indonésia, foi concluído em 1996 com 46 andares.